# Good Clean Fun
Good Clean Fun va ser un grup de hardcore punk de Washington DC format l'any 1997 que va adoptar el nom de la cançó homònima de Descendents.

## Història
El grup va fer servir la ironia a l'hora de difondre el seu missatge sobre veganisme, straight edge, feminisme i optimisme, sota la influència de grups com Gorilla Biscuits, 7 Seconds, Minor Threat i Youth of Today.
Good Clean Fun va gravar tres discos abans de separar-se el 2002, afirmant que «la seva missió s'havia complert i havia assolit els seus objectius». Paral·lelament, també tal com es va predir a la seva cançó «I can't wait», va publicar un àlbum recopilatori de tota la seva carrera, Positively Positive 1997-2002, amb Equal Vision Records.
Més endavant, va fer una gira de reunió el 2004, i va llançar un nou disc el gener de 2006 titulat Between Christian Rock And A Hard Place. A Europa el seu material el va publicar Reflections Records. El nou àlbum va anar acompanyat de gires internacionals, incloent la seva tercera actuació al Fluff Fest a la República Txeca per la qual van rebre 300 €.
El desembre de 2006, la banda va anunciar que llançaria una recopilació de rareses titulada Crouching Tiger, Moshing Panda i que inclouria temes de recopilatoris, de 7" esgotats i algunes cançons no disponibles en cap àlbum. El 2009 el grup va presentar el llargmetratge Good Clean Fun: The Movie.

## Discografia

### Àlbums d'estudi
- 1999 - Shopping for a Crew
- 2000 - On the Streets Saving the Scene from the Forces of Evil
- 2001 - Straight Outta Hardcore
- 2006 - Between Christian Rock and a Hard Place

### EP
- 1998 - Shopping for a Crew EP
- 1998 - Who Shares Wins
- 2000 - Let's Go Crazy/Victory Records Sucks
- 2001 - Shawn King Can Suck It

### Directes
- 2000 - Live in Springfield
- 2006 - Today the Scene, Tomorrow the World

### Recopilatoris
- 2002 - Positively Positive 1997-2002
- 2007 - Crouching Tiger, Moshing Panda

### Compartits
- 2001 - Throwdown/Good Clean Fun
- 2006 - Thumbs Up!